# Левіцький
Леві́цький (рос. Левицкий, башк. Левицкий) — присілок (у минулому селище) у складі Мішкинського району Башкортостану, Росія. Входить до складу Баймурзинської сільської ради.
Населення — 24 особи (2010; 47 у 2002).
Національний склад:
- марійці — 89 %